# Château de la Gascherie
Le château de la Gascherie est un château situé à La Chapelle-sur-Erdre, en France.

## Localisation
Le château est situé sur la commune de La Chapelle-sur-Erdre, dans le département de la Loire-Atlantique. Il a été construit sur les bords de l'Erdre.

## Historique
Son premier propriétaire fut Arthur L'Epervier, chambellan du duc de Bretagne (1487), capitaine de Nantes (1488-1489) et Grand veneur de Bretagne (1488-1508).
En 1437, la reine de Navarre s'y rendit.
Le château est reconstruit au XVe siècle par Pierre Landais.
Il est notamment le lieu de naissance de François de La Noue (1531-1591), dit La Noue Bras de Fer, capitaine huguenot et philosophe.
Louis Charette de la Colinière l'acquiert au début du XVIIe siècle. Il appartient par la suite à son petit-fils, Louis Charette, également maire de Nantes. Son petit-fils obtient l'érection de La Gascherie en marquisat en 1775.
Il est vendu comme bien national en 1796.
En 1824, il est acheté par Julien Poydras de Lalande, dont la famille le conserve jusqu'en 1935.

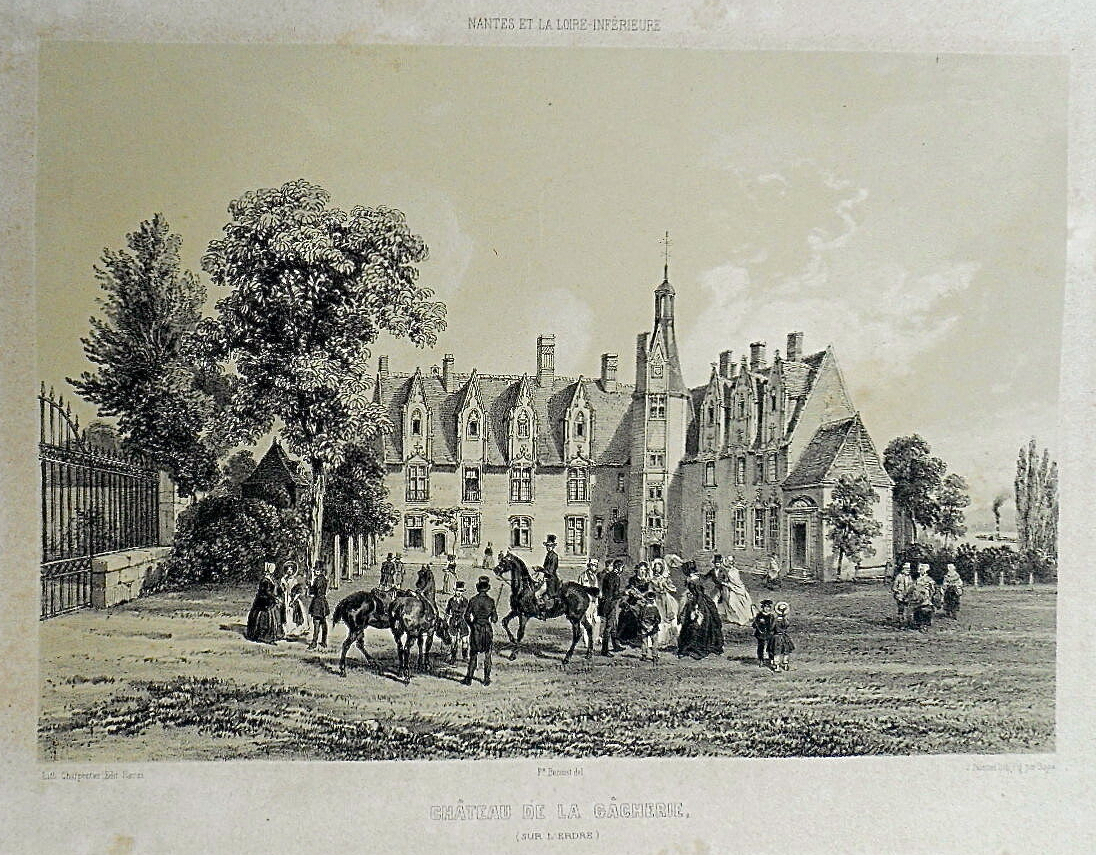
Le château de la Gascherie, représenté par Félix Benoist.

Il passe par la suite à la famille Savelli. Dominique Savelli puis Horace Savelli seront maires de la Chapelle-sur-Erdre.

Le monument est inscrit au titre des monuments historiques en 2001.

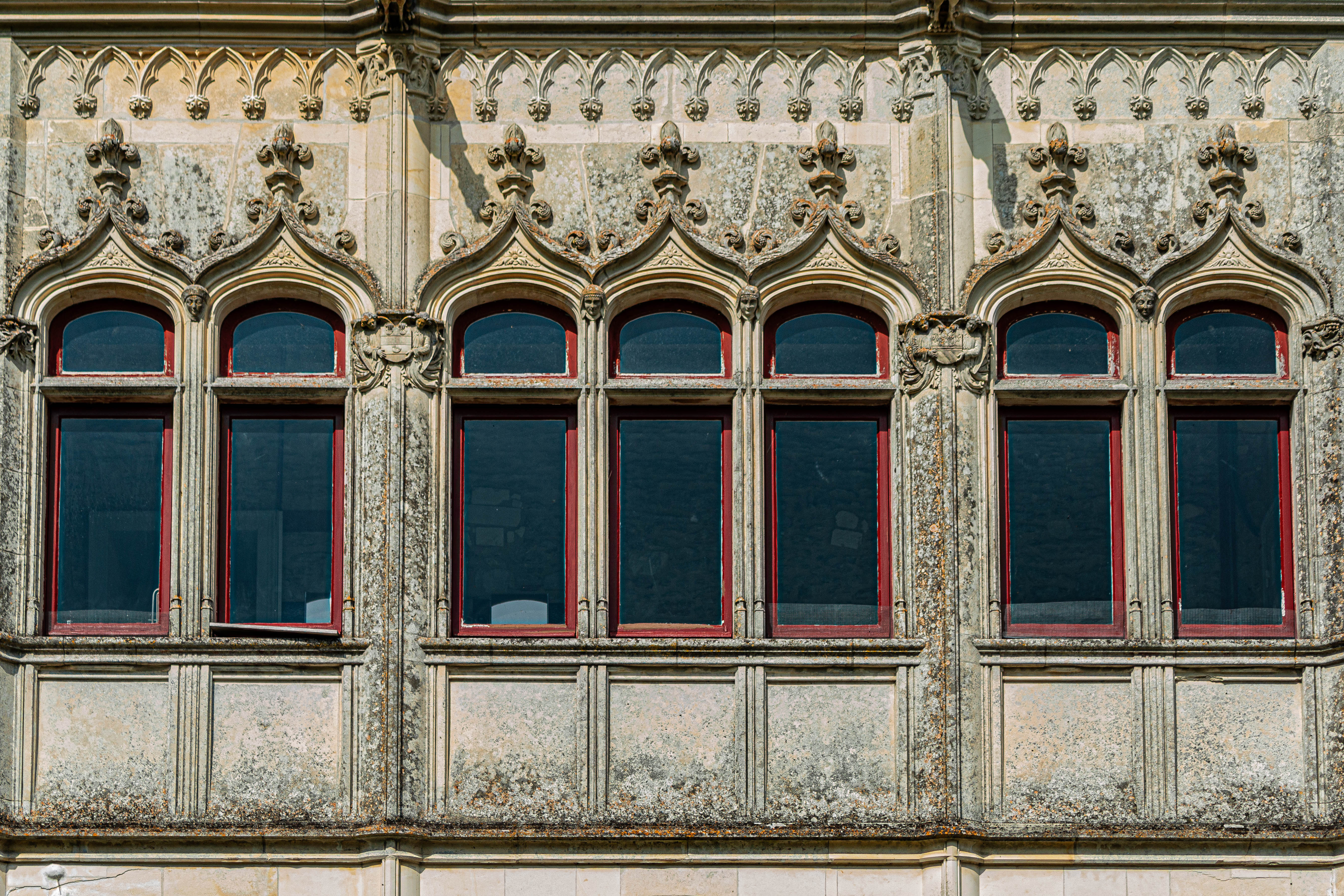
Fenêtres
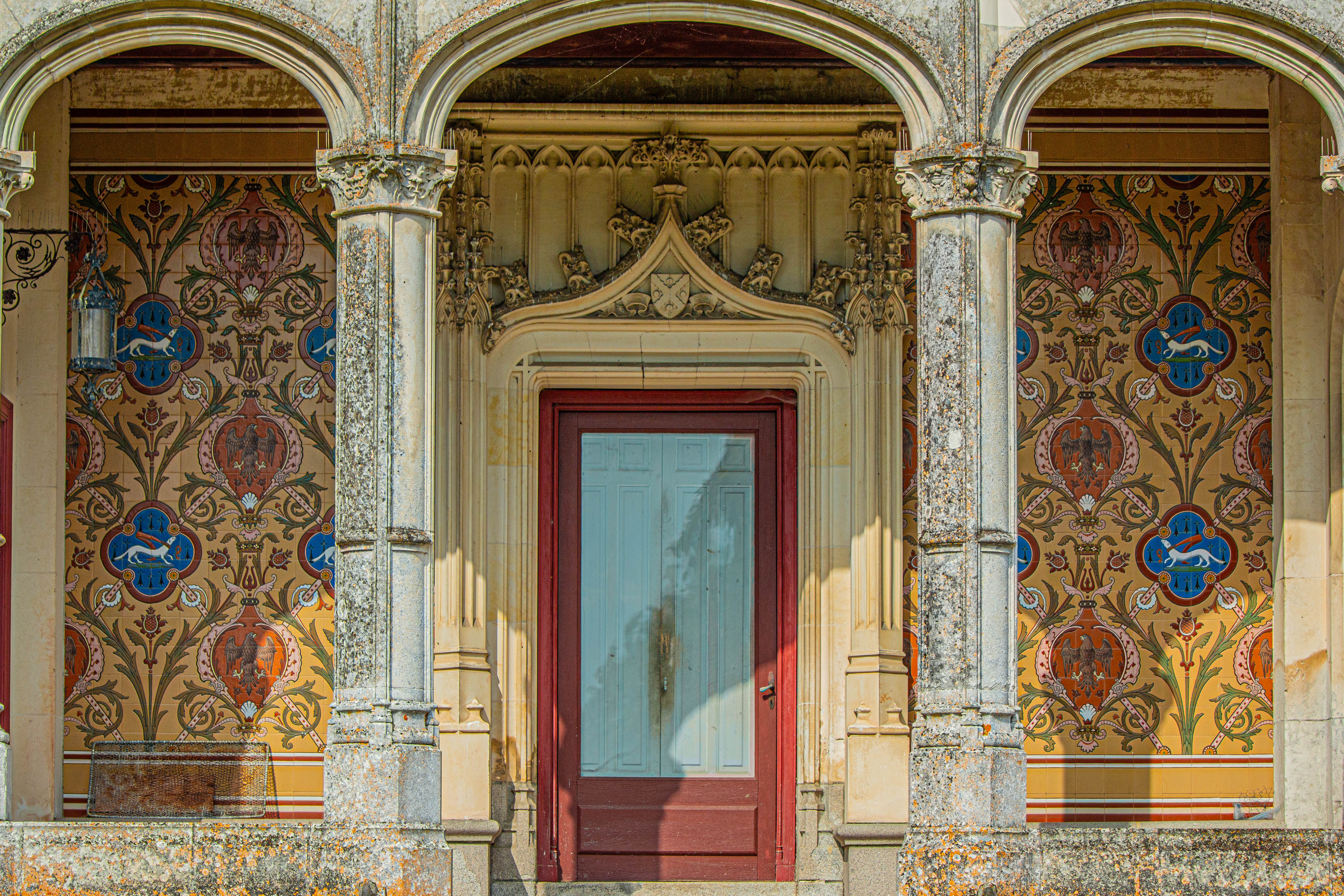
Porte néogothique et décor

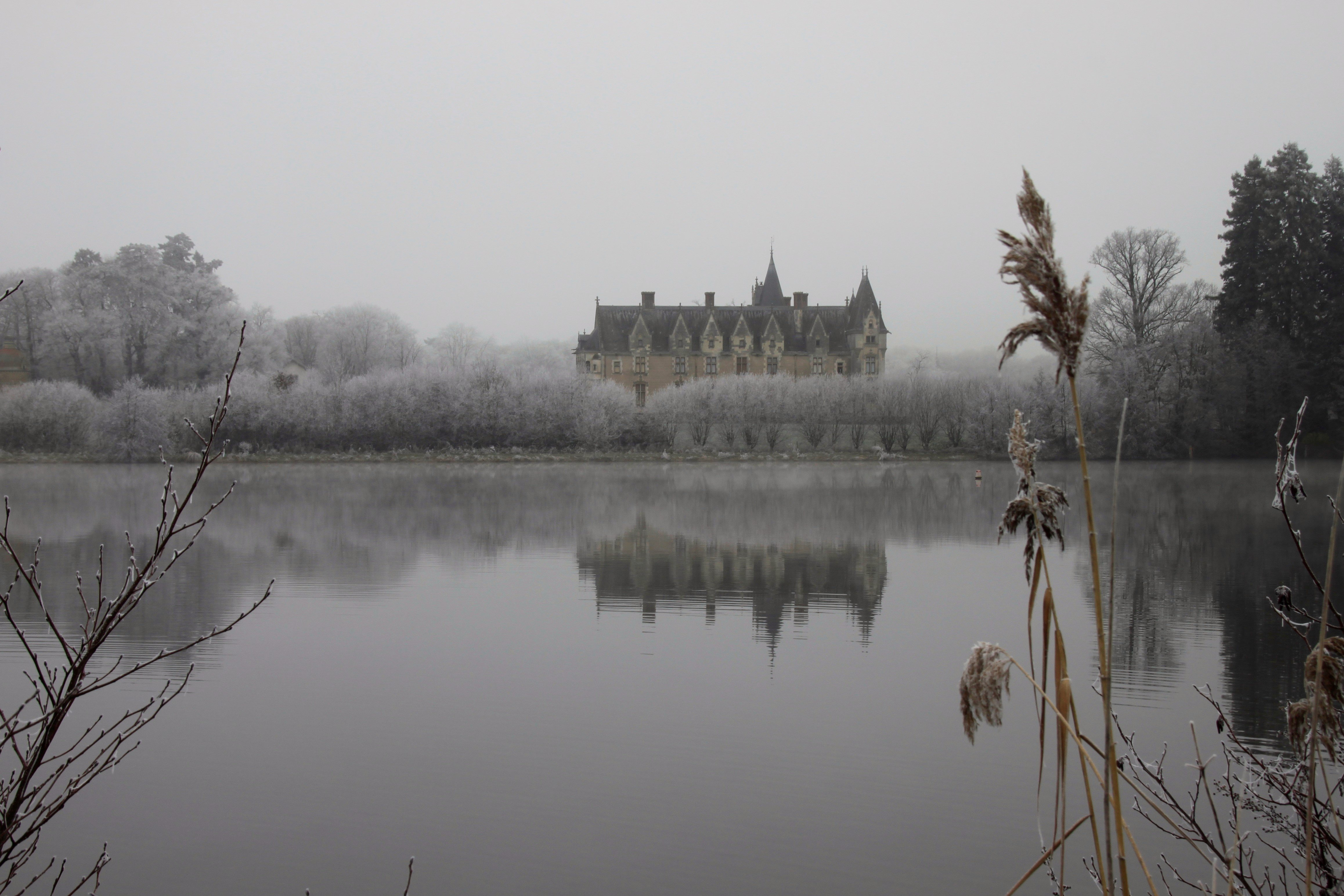
Le château de la Gascherie le 31 décembre 2016.
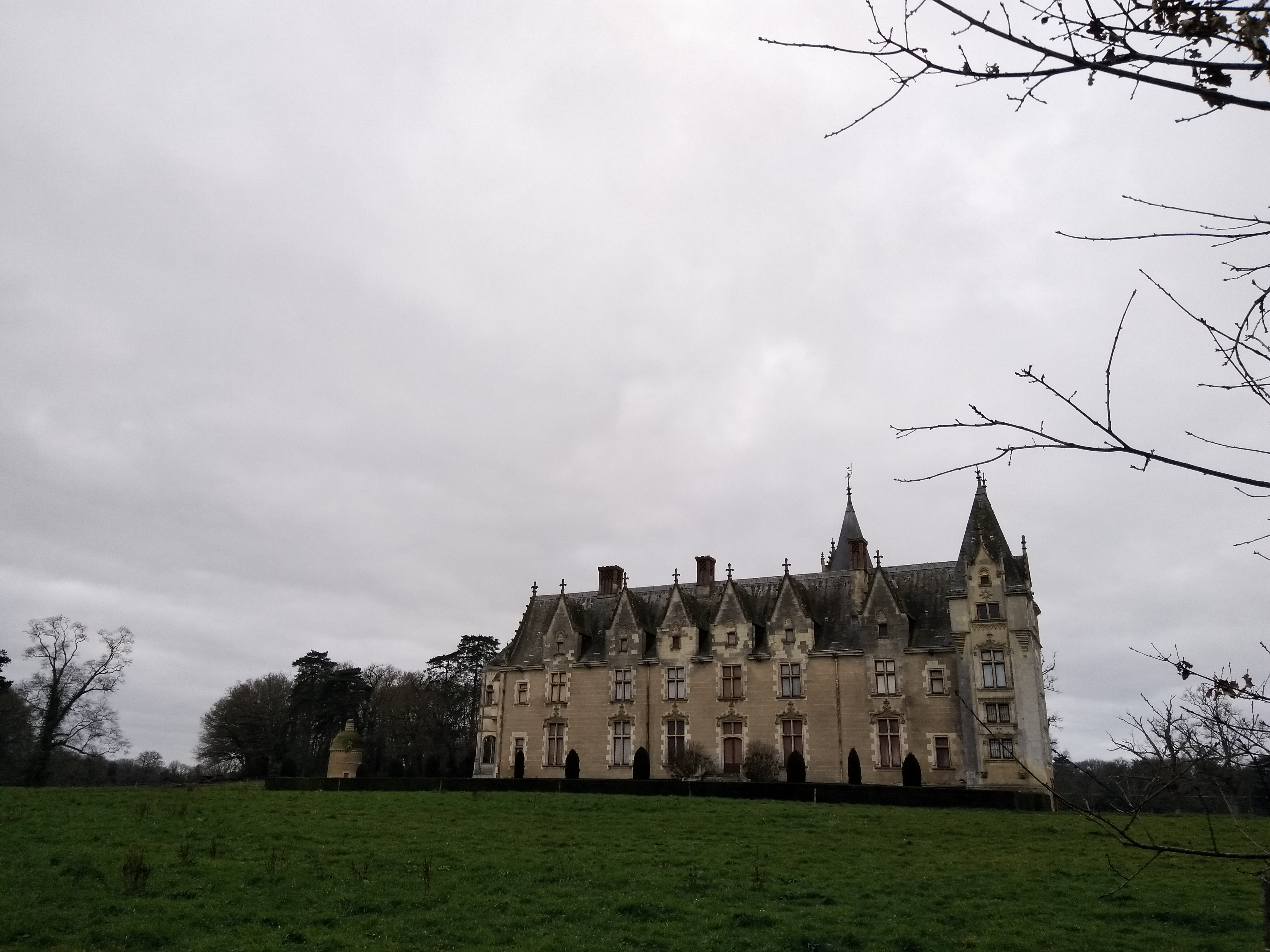
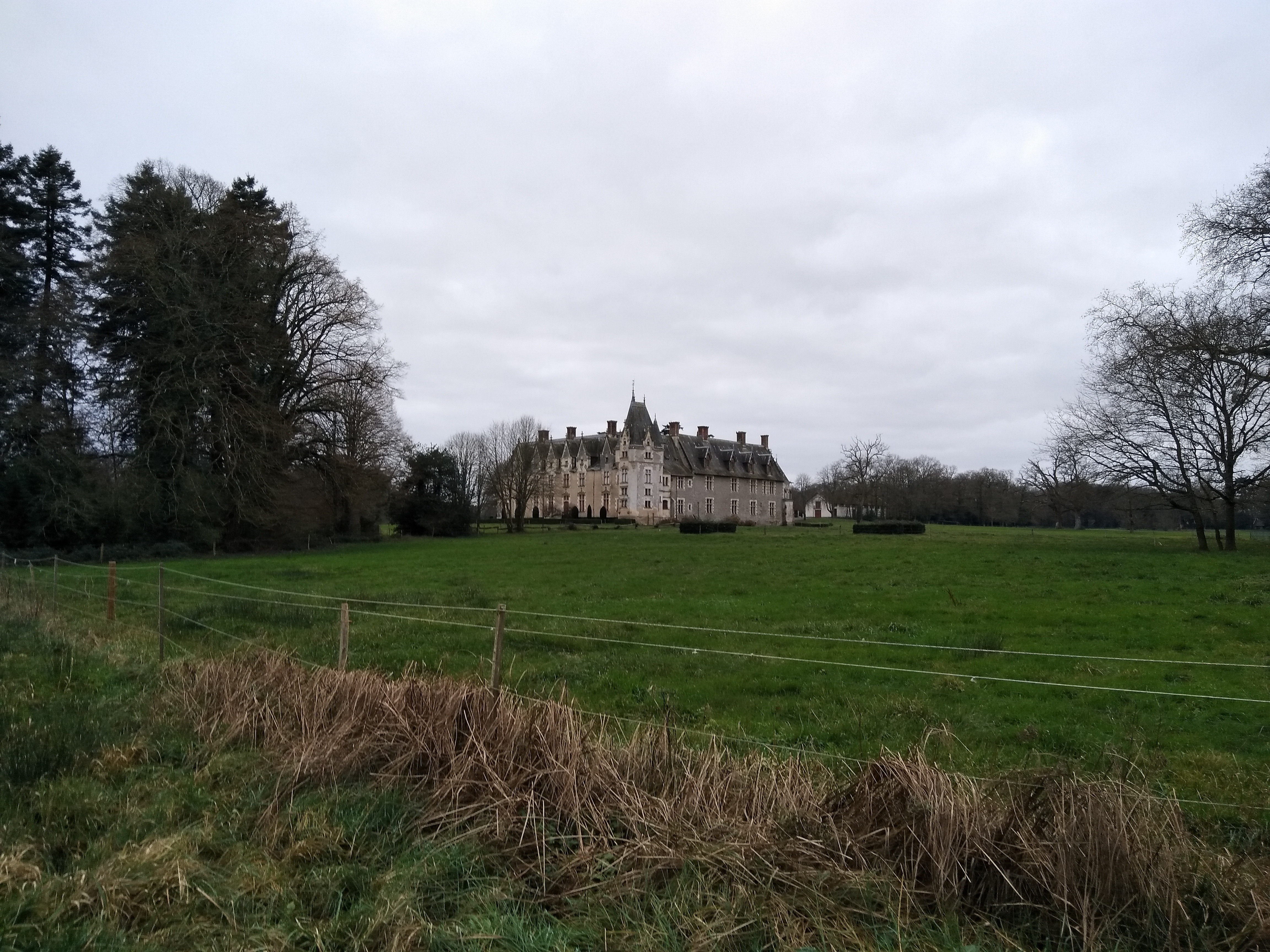

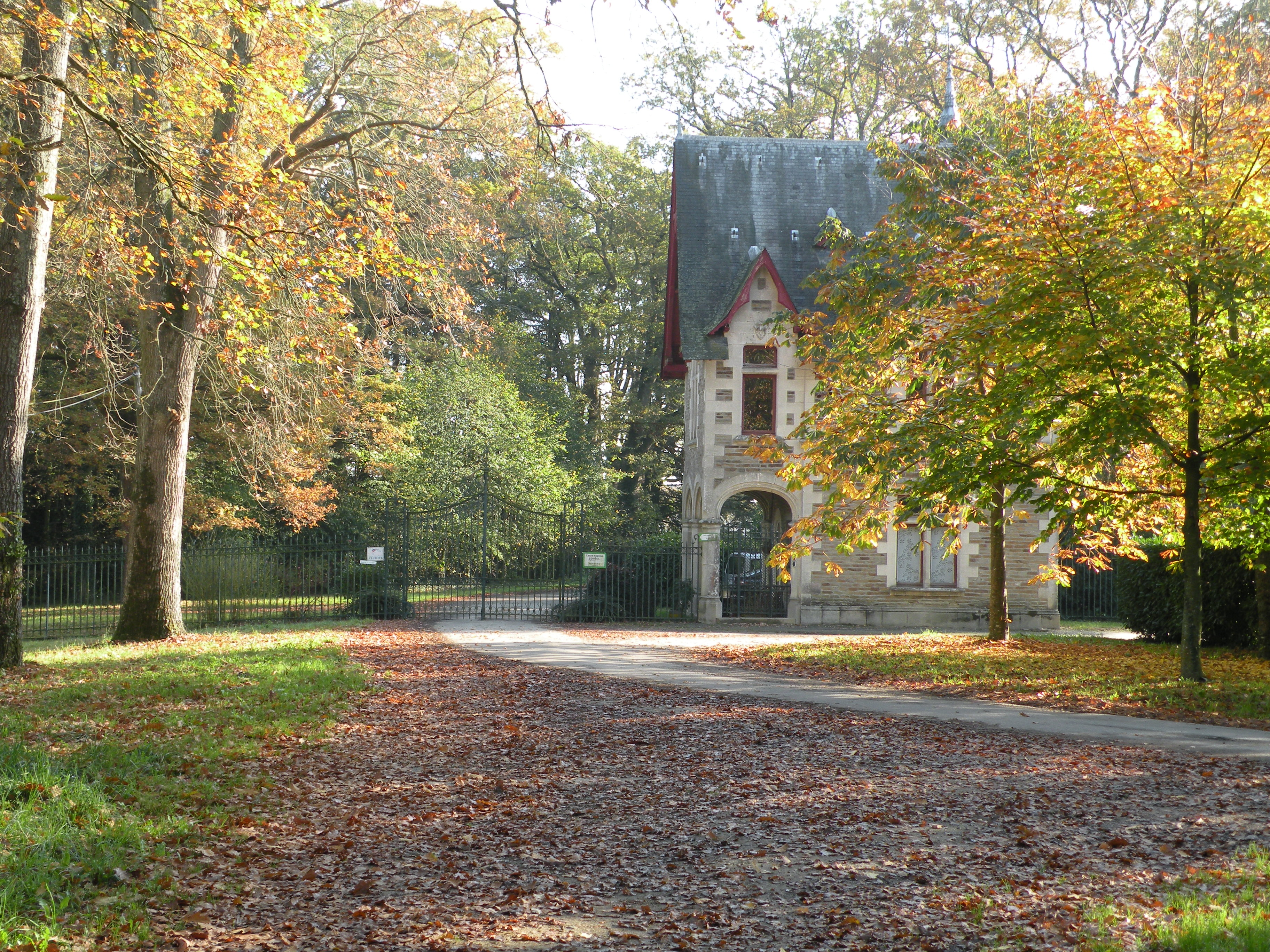
Conciergerie du château.
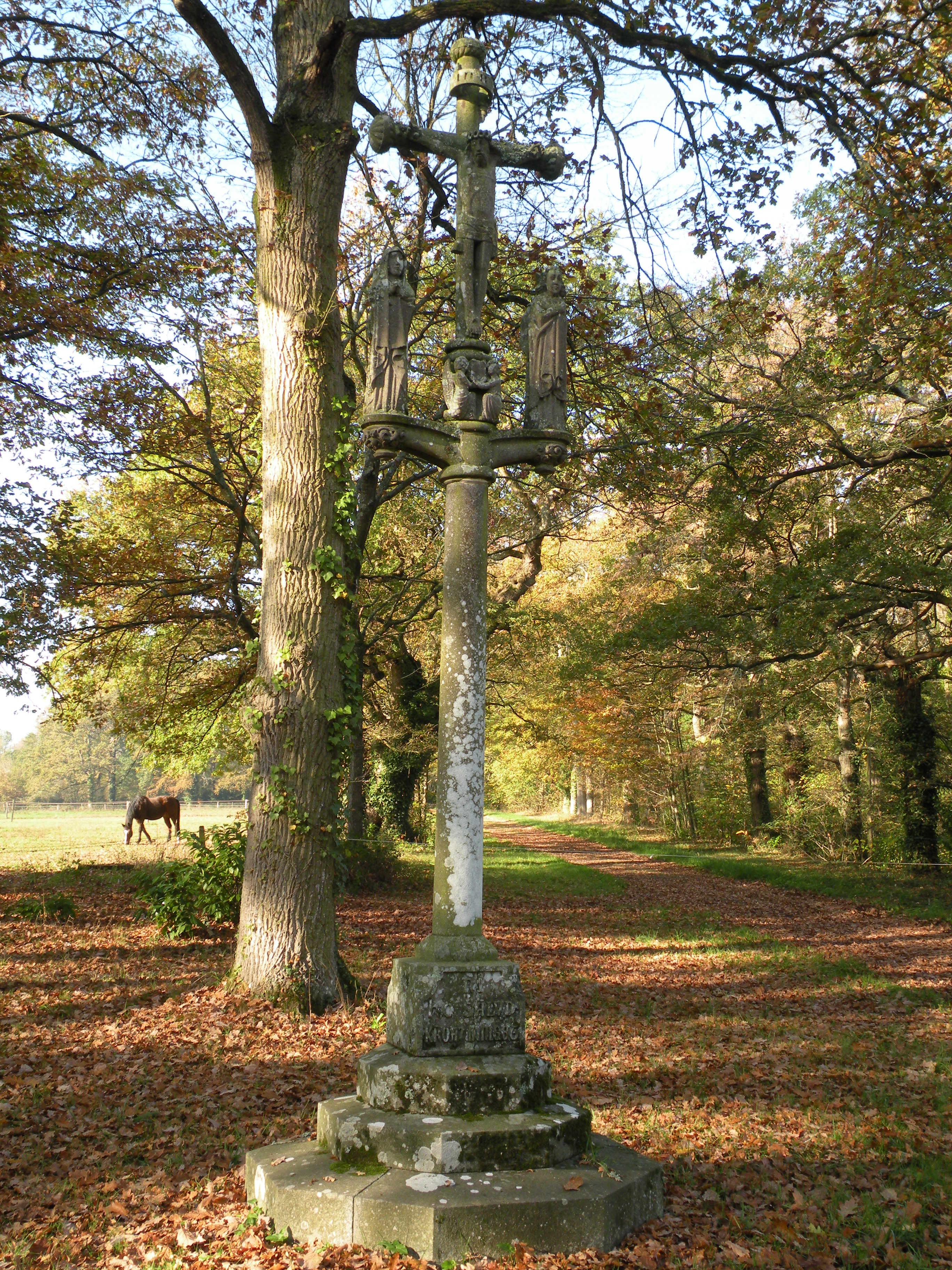
Calvaire.